# Песчанка (приток Остра)
Песчанка — ручей в Шумячском районе Смоленской области, правый приток Остра. Длина 6 километров.
Начинается возле деревни Дорожковка Шумячского района. Далее течёт на юг мимо деревни Зимонино, возле которой и впадает в Остёр.
Впадает несколько незначительных ручьёв.